# Jaisinghnagar
Jaisinghnagar is een nagar panchayat (plaats) in het district Shahdol van de Indiase staat Madhya Pradesh. 

## Demografie
Volgens de Indiase volkstelling van 2001 wonen er 7.392 mensen in Jaisinghnagar, waarvan 52% mannelijk en 48% vrouwelijk is. De plaats heeft een alfabetiseringsgraad van 57%. 